# Bromberger (moneta)
Bromberger – niemiecka nazwa XVII-wiecznego półtoraka koronnego bitego w mennicy bydgoskiej.